# Raionul Tarutino
Raionul Tarutino este unul din cele 26 raioane administrative din regiunea Odesa din Ucraina, cu reședința în orașul Tarutino. A fost înființat în 1940, fiind inclus în componența RSS Ucrainene. Începând din anul 1991, acest raion face parte din Ucraina independentă. Este unul din cele 9 raioane ale regiunii care compun Basarabia istorică.
În raion sunt 3 orașe: Berezina, Borodino (Bărădin), Serpneve (Leipzig) și Tarutino (reședința).

## Demografie

### Numărul populației la 1 ianuarie
| 2013    | 2014    | 2015    |
| ------- | ------- | ------- |
| ▼42.020 | ▼41.760 | ▼41.670 |

- Sursă:[2]

### Structura etnolingvistică
Componența lingvistică a raionului Tarutino
     Rusă (32,93%)
     Bulgară (31,67%)
     Ucraineană (18,79%)
     Moldovenească (12,69%)
     Alte limbi (0,24%)
Conform recensământului din 2001, nu exista o limbă vorbită de majoritatea populației, aceasta fiind compusă din vorbitori de rusă (32,93%), bulgară (31,67%), ucraineană (18,79%), română (12,69%) și găgăuză (3,3%).
La recensământul din 2001, 38% din locuitori s-au declarat bulgari, 25% ucraineni și 17% moldoveni/români. În perioada interbelică, zona era locuită preponderent de germanii basarabeni, colonizați aici de Rusia țaristă imediat după ocuparea Basarabiei.

### Populația românească
Comunități de români se găsesc astăzi în Tarutino, probabil și în orășelul Berezina, dar mai ales în satele Cioara-Murza (singura localitate majoritar românească) și Manzâr. Probabil că mai sunt români și în cele 4 mici sate de la nord-est de Borodino, înșirate pe valea râului Ceaga: Evghenița, Răileni, Gura-Văilor și Gheorghieni-Vechi (unde se aflau comunități românești și înainte de război).
Populația unor sate interbelice integral românești a fost deportată după război, așa cum este cazul localităților Frumușica-Veche, și Frumușica-Nouă (latitudine 46.2667, longitudine 29.4167, în care populația a putut reveni în anul 2006) și Zoreni, astăzi ruinat.